# Powiat
Un powiat (pronunciado [ˈpɔvjat]; plural: powiaty; español: distrito) es la unidad de gobierno y administración local de segundo nivel de Polonia, equivalente a un condado, distrito o prefectura (UAL-1, anteriormente NUTS-4) en otros países.
Un powiat es parte de una unidad mayor llamada voivodía o voivodato (polaco: województwo) y suele subdividirse en municipios (polaco: gmina). Las ciudades con estatus de distrito o distritos urbanos (polaco: powiat miejski) funcionan de forma independiente y no están subdivididas en municipios. El resto de distritos son denominados territoriales (polaco: powiaty ziemskie). En 2014 existían 379 distritos en Polonia: 314 territoriales y 65 urbanos.

## Historia
La historia de los powiats polacos data de la segunda mitad del siglo XIV. Han permanecido como unidad básica de organización territorial de Polonia, entonces en la República de las Dos Naciones, y hasta las posteriores particiones de Polonia finalizando las mismas en 1795.
En el siglo XIX, los powiats mantuvieron su función en la parte de Polonia que se había incorporado al Imperio ruso (Polonia del Congreso) y, como equivalente polaco del Kreis alemán, en el Gran Ducado de Posen.
Tras la firma del Armisticio de Compiègne de 1918 y la formación de la Segunda República polaca, los powiats pasaron de nuevo a ser la unidad territorial básica a lo largo del país. Fueron abolidos en 1975 en favor de un mayor número de voivodatos, pero fueron reintroducidos el 1 de enero de 1999. En esta reforma también se crearon dieciséis voivodatos mayores.

## Funciones
El poder legislativo dentro de un powiat recae en un consejo electo (rada powiatu), mientras que el poder ejecutivo local recae en el starosta, que es elegido por dicho consejo. Las oficinas administrativas encabezadas por el starosta se denominan starostwo. Sin embargo, en los distritos urbanos, estas instituciones no existen de forma independiente: sus poderes y funciones son ejercidos por el consejo de ciudad (rada miasta), el alcalde electo (burmistrz o prezydent), y las oficinas de la ciudad (urząd miasta).
En algunos casos la sede de un powiat se encuentra fuera del territorio del mismo. Por ejemplo, el Distrito de Poznań (powiat poznański) tiene su sede en Poznań, a pesar de que Poznań es por sí mismo un distrito urbano y no forma parte del distrito de Poznań.
El poder de los powiats es relativamente limitado, ya que muchos de los asuntos locales o regionales se dirimen a nivel de gmina o voivodato. Algunas de las áreas principales que son competencia de las autoridades de los powiats son:
- educación en bachillerato (la escuela primaria y la secundaria son competencia de las gminas)
- sanidad (a nivel de distrito)
- transporte público (a nivel de distrito)
- mantenimiento de ciertas vías de circulación
- agrimensura
- expedición de permisos de trabajo a extranjeros
- registro de vehículos

## Nomenclatura polaca
El nombre polaco de un distrito territorial consta de la palabra powiat seguida de un adjetivo masculino (pues powiat es un sustantivo masculino). En la mayoría de los casos, este es el adjetivo derivado del nombre del pueblo o ciudad donde se encuentra la sede del distrito. Por tanto, el distrito cuya sede está ubicada en el pueblo de Kutno se denomina powiat kutnowski (Distrito de Kutno). Nótese que en polaco moderno las dos partes del nombre se escriben en minúsculas; a pesar de que los nombres de los powiats del Gran Ducado de Posen se escribían con mayúscula inicial.
Si el nombre de la sede consta de un sustantivo seguido de un adjetivo, como Wodzisław Śląski ("Wodzisław Silesiano"), el adjetivo relativo al nombre del distrito generalmente se formará solo a partir del nombre (powiat wodzisławski). También hay algunos distritos cuyos nombres se derivan del nombre de dos pueblos (como por ejemplo powiat czarnkowsko-trzcianecki, Distrito de Czarnków-Trzcianka), del nombre de una ciudad y una característica geográfica (powiat łódzki wschodni, Distrito de Łódź Este), o una cadena montañosa (powiat tatrzański, Distrito de Tatra).